# Хронологія світових рекордів з бігу на 110 метрів з бар'єрами серед чоловіків
Світові рекорди з бігу на 110 метрів з бар'єрами серед чоловіків визнаються Світовою легкою атлетикою з-поміж результатів, які показали легкоатлети на відповідній дистанції на біговій доріжці стадіону, за умови дотримання встановлених вимог.
Світові рекорди з бігу на 110 метрів з бар'єрами фіксуються з 1912 року.

## Хронологія рекордів

### Ручний хронометраж
| Результат    | Атлет                    | Місто змагань | Дата змагань | Примітки | Відео |
| ------------ | ------------------------ | ------------- | ------------ | -------- | ----- |
| 15,0         | Форрест Смітсон США      | Лондон        | 25.07.1908   |          |       |
| 14,8         | Ерл Томсон Канада        | Антверпен     | 18.08.1920   |          |       |
| 14,8         | Стен Петтерссон Швеція   | Стокгольм     | 18.09.1927   |          |       |
| 143⁄5        | Джордж Вейтман-Сміт ПАР  | Амстердам     | 31.07.1928   |          |       |
| 14,4         | Ерік Веннстрем Швеція    | Стокгольм     | 25.08.1929   |          |       |
| 14,4         | Бенгт Сьєстедт Фінляндія | Гельсінкі     | 05.09.1931   |          |       |
| 14,4         | Персі Берд США           | Кембридж      | 18.06.1932   |          |       |
| 14,4 (14,53) | Джек Келлер США          | Пало-Альто    | 16.07.1932   |          |       |
| 14,4         | Джордж Салінг США        | Лос-Анджелес  | 02.08.1932   |          |       |
| 14,4         | Джон Морріс США          | Будапешт      | 12.08.1933   |          |       |
| 14,4         | Джон Морріс США          | Турин         | 08.09.1933   |          |       |
| 14,3         | Персі Берд США           | Стокгольм     | 26.07.1934   |          |       |
| 14,2         | Персі Берд США           | Осло          | 05.08.1934   |          |       |
| 14,2         | Елвін Моро США           | Осло          | 02.08.1935   |          |       |
| 14,1         | Форрест Таунс США        | Чикаго        | 19.06.1936   |          |       |
| 14,1         | Форрест Таунс США        | Берлін        | 06.08.1936   |          |       |
| 13,7         | Форрест Таунс США        | Осло          | 27.06.1936   |          |       |
| 13,7         | Фред Волкотт США         | Філадельфія   | 29.06.1941   |          |       |
| 13,6         | Дік Еттлсі США           | Колледж-Парк  | 24.06.1950   |          |       |
| 13,5         | Дік Еттлсі США           | Гельсінкі     | 10.07.1950   |          |       |
| 13,4         | Джек Девіс США           | Бейкерсфілд   | 22.06.1956   |          |       |
| 13,2 (13,56) | Мартін Лауер ФРН         | Цюрих         | 07.07.1959   |          |       |
| 13,2         | Лі Калгун США            | Берн          | 21.08.1960   |          |       |
| 13,2 (13,43) | Ерл Мак-Каллоук США      | Міннеаполіс   | 16.07.1967   |          |       |
| 13,2         | Віллі Девенпорт США      | Цюрих         | 04.07.1969   |          |       |
| 13,2 (13,24) | Род Мілберн США          | Мюнхен        | 07.09.1972   |          |       |
| 13,1 (13,41) | Род Мілберн США          | Цюрих         | 06.07.1973   | [ 1 ]    |       |
| 13,1 (13,41) | Род Мілберн США          | Сієна         | 22.07.1973   |          |       |
| 13,1         | Ґі Дрю Франція           | Сен-Мор       | 23.07.1975   |          |       |
| 13,0         | Ґі Дрю Франція           | Берлін        | 22.08.1975   |          |       |

| Результат                               | Атлет                         | Місто змагань | Дата змагань | Примітки | Відео            |
| --------------------------------------- | ----------------------------- | ------------- | ------------ | -------- | ---------------- |
| 13,24                                   | Род Мілберн США               | Мюнхен        | 07.09.1972   |          |                  |
| 13,21                                   | Алехандро Касаньяс Куба       | Софія         | 21.08.1977   |          |                  |
| 13,16                                   | Ренальдо Ніемая США           | Сан-Хосе      | 14.04.1979   |          |                  |
| 13,00                                   | Ренальдо Ніемая США           | Вествуд       | 06.05.1979   |          |                  |
| 12,93                                   | Ренальдо Ніемая США           | Цюрих         | 19.08.1981   |          |                  |
| 12,92                                   | Роджер Кінгдом США            | Цюрих         | 16.08.1989   |          |                  |
| 12,91                                   | Колін Джексон Велика Британія | Штутгарт      | 20.08.1993   |          |                  |
| 12,91                                   | Лю Сян КНР                    | Афіни         | 27.08.2004   |          |                  |
| 12,88                                   | Лю Сян КНР                    | Лозанна       | 11.07.2006   |          |                  |
| 12,87                                   | Дайрон Роблес Куба            | Острава       | 12.06.2008   |          |                  |
| 12,80                                   | Ерієс Меррітт США             | Брюссель      | 07.09.2012   |          | Відео на YouTube |
| 12 років, 203 дні від дати встановлення |                               |               |              |          |                  |